# What Evil Lurks
What Evil Lurks is een EP van de Britse elektronica/breakbeat band The Prodigy. De EP kwam uit als een 12" vinyl in februari 1991 in een gelimiteerd aantal. De single kreeg een heruitgave op 27 september 2004 vanwege de 15de verjaardag van XL Recordings. De vier nummers op de EP maakten deel uit van een 10 nummers bevattende demo die Liam Howlett naar XL Recordings had gestuurd in de hoop een platencontract te krijgen. Het is de eerste release van de britse band.

## Nummers

### Kant A
1. "What Evil Lurks" (4:23)
2. "We Gonna Rock" (4:34)

### Kant B
1. "Android" (5:03)
2. "Everybody in the Place" (3:27)